# Pittsboro (Észak-Karolina)
Pittsboro település az Amerikai Egyesült Államok Észak-Karolina államában, Chatham megyében, melynek megyeszékhelye is. Lakosainak száma 4537 fő (2020. április 1.).

## Népesség
A település népességének változása:

| 2010 | 3 743 |
| 2020 | 4 537 |